# 2,5G
2,5G é a segunda e meia geração de padrões e tecnologias de telefonia móvel. É considerada o degrau de transição entre as tecnologias 2G e 3G, embora o termo "2,5G" tenha sido definido pela mídia, e não oficialmente pela União Internacional de Telecomunicações (UIT).
Esse termo foi criado na verdade para descrever serviços de transmissão mais rápida de dados (banda larga) oferecidos ainda pela tecnologia 2G, como as tecnologias EDGE (para o padrão GSM) e 1xRTT (para o padrão CDMA).

## Características
A 2,5G tem velocidades superiores à 2G e, através de tecnologias de pacotes, permite um acesso à internet mais flexível e eficiente. Utiliza tecnologias como GPRS (General Packet Radio Service), EDGE (Enhanced Data for GSM Evolution), 1XRTT (primeiro degrau da migração CDMA2000) e HSCSD (High Speed Circuit Switched Data). O EDGE (também conhecido como 2,75G) é uma versão de maior banda do GPRS (e por isso muitos o chamam de E-GPRS), e permite velocidades máximas de até 384 Kbps.
- GPRS (General Packet Radio Service): O Padrão de Transmissão de Rádio por Pacote (GPRS) é a evolução da tecnologia GSM em 2,5G. Essa tecnologia oferece velocidade máximas de dados de 115 Kbps e um rendimento médio de 30 a 40 kbps. Os dados são divididos em pacotes para transmissão, o que favorece os usuários pois provê uma conexão permanente de dados e assim os usuários não precisam entrar no sistema cada vez que desejarem ter acesso a serviços de dados.

- EDGE (Enhanced Data Rates for Global Evolution): A classificação da EDGE como uma tecnologia 2,5 ou 3G é bastante controversa. A EDGE é uma tecnologia de transmissão de dados e acesso à internet de alta velocidade que transmite dados em velocidade de até 384 kbpps na pratica e taxa média entre 110 e 120 kbps.

- CDMA-2000 1x ou 1xRTT (1xRadio Transmission Technology): É a evolução do cdmaOne, muitos o consideram como tecnologia de 2.75 ou 3G segundo o padrão da ITU-T por possuir taxas de transmissão superiores a 144kbps. De qualquer forma, o CDMA2000 1x preparou o terreno para altas taxas de dados hoje disponíveis em todo o mundo e que oferecem aos consumidores total conectividade sem fio. Sua velocidade teórica é de 153,6kbps